# Rejon parańgiński
Rejon parańgiński (ros. Параньгинский район) – rejon w należącej do Rosji nadwołżańskiej republice Mari El.
Rejon parańgiński leży we wschodniej części republiki i ma powierzchnię 820 km². 1 stycznia 2006 r. na jego obszarze żyło 17 461 osób. Ośrodkiem administracyjnym rejonu jest osiedle typu miejskiego Parańga, liczące 6 667 mieszkańców (2005 r.). Pozostałe ośrodki osadnicze na terenie tej jednostki podziału administracyjnegow rejonie mają charakter wiejski i ponad 60% populacji rejonu stanowi ludność wiejska.
Gęstość zaludnienia w rejonie wynosi 21,5 os./km²